# Новрузи, Алибек Назарали оглы
Алибек Назарали оглы Новрузи (азерб. Əlibəy Novruzi;8 ноября 1942, Баку — 4 марта 2021) — советский и азербайджанский архитектор, художник, член Союза архитекторов Азербайджана, заслуженный архитектор Азербайджанской Республики (1991), лауреат Государственной премии Азербайджанской ССР (1978).

## Биография
Алибек Новрузи родился 8 ноября 1942 года в Баку. В 1965 году окончил Московский архитектурный институт. Основная деятельность архитектора началась сразу после окончания учебы, в 1967—1969 годах, когда он начал внедрять необычные новшества.
В 1969 году был спроектировал 9-ти этажный жилой дом, который был построен 1981 году и в том же году он был удостоен премии Союза Архитекторов СССР. Алибек Новрузи, известен как представитель архитектурного течения «Советский модернизм», которое подарило Баку десятки зданий, построенных в 70-80 годах XX века, проекты которых опередили своё время.
Он три года подряд становился победителем конкурса «Лучший архитектурный проект года» в СССР.
Алибек Назарали оглы Новрузи написал диссертацию на тему «Движение ветра в здании».
Был главным архитектором Сумгаита. Является автором более 600 архитектурных проектов, около 400 живописных произведений и 3 книг. Алибек Новрузи скончался в 2021 году..

## Награды
- Государственная премия Азербайджанской ССР (1978)
- Заслуженный архитектор Азербайджанской Республики (1991)

## Книги
- «Цивилизация»
- «История одного портрета»